# Chris Karrer
Christoph „Chris“ Karrer (* 20. Januar 1947 in Kempten (Allgäu); † 2. Januar 2024) war ein deutscher Multiinstrumentalist und Komponist. Er war Gründungsmitglied von Amon Düül und bekannt für seine Zusammenarbeit mit Embryo und Ernst Fuchs. Er spielte Gitarre, Oud, Violine und Saxophon.

## Leben und Wirken
Karrer begann mit zwölf Jahren Banjo und Sopransaxophon zu spielen. Nachdem er auf dem Internat in Marktoberdorf sein Abitur abgelegt hatte, studierte er zunächst Malerei an der Kunsthochschule in München.
Im Jahr 1967 gründete er mit Peter Leopold, Dieter Serfas und anderen die Band Amon Düül. Mit der Nachfolge-Band Amon Düül II trat Karrer 1970 im Beat-Club auf. Nach der Auflösung der Düüls brachte er das Soloalbum Chris Karrer (1980) heraus, das beim Publikum nicht ankam und daher ein Jahrzehnt lang keinen Nachfolger hatte. Über gemeinsame Tournee-Erfahrungen mit Embryo in Marokko erfand er sich neu als Sufismus-inspirierter Weltmusiker und lernte die Kurzhalslaute Oud spielen. Drei Alben gingen daraus hervor: Dervish Kiss (1994), Sufisticated (1996) und The Mask (1997). Sein letztes Soloalbum Grandezza Mora (1999) hingegen war einer anderen langjährigen Vorliebe des Musikers gewidmet, nämlich den Klangfarben der Flamenco-Gitarre. Auf lokaler Ebene war er weiter tätig: So begleitete er Karl-Heinrich Heppt bei Lesungen in Kronach. Auch trat dort unter dem Motto „Lyrik & Gitarre“ gemeinsam mit Ingo Cesaro auf.
Karrer starb Anfang Januar 2024 im Alter von 76 Jahren an den Folgen einer SARS-CoV-2-Infektion.

## Diskografie
- mit Amon Düül siehe Amon Düül
- mit Embryo siehe Embryo

Solo
- Chris Karrer, LP 1980 mit Curt Cress u. a.
- Dervish Kiss, CD 1994 mit Rabih Abou-Khalil und Şivan Perwer
- Sufisticated, CD 1996
- The Mask, CD 1997 mit Mani Neumeier und Christian Burchard
- Grandezza Mora, CD 1999

mit anderen
- Missus Beastly, LP 1969
- Sei still, wisse ich bin, LP 1981 mit Popol Vuh
- Dunarobba, CD 1990 mit Militia und Blaine L. Reininger
- Humunculus 1-4, CD 1995 mit Peter Frohmader
- Space Explosion, CD 1998 mit Space Explosion
- Patchwork, mit M T Wizard, CD 1999 (Casino Rec.)
- Alawio, CD 2003 mit Mikrokosmos
- Fitzcarraldo (Soundtrack), CD 2005 mit Popol Vuh
- Temporale, CD 2005 mit Alhambra
- Multiphonic Music, CD 2006 mit Uli Trepte
- Psy, CD  2008 mit Guru Guru
- Portrait, CD 2009  mit Uli Trepte

## Filmografie
- Beat Club  (1970) mit Amon Düül 2
- Amon Düül spielt Phallus Dei (1969), als DVD 2005 veröffentlicht
- Die Niklashauser Fart (1970), Film von Rainer Werner Fassbinder
- San Domingo (1970), Film von Hans-Jürgen Syberberg (deutscher Filmpreis 1971) für Filmmusik
- Krautrock Meeting (2005), Aufzeichnung eines Rockpalast-Konzerts 2004 mit AD2 u. a., 2 DVD